# 梅達 (北達科他州)
梅達（英語：Maida）是位於美國北達科他州卡弗利爾縣的非建制地區。

## 歷史
梅達的郵局自1884年營運至今。

## 地理
梅達所處的海拔為高於海平面476米（即1562英呎），而該地所採用的時區為UTC-6，即北美中部时区（CST）。同時該地設有夏令時間，為UTC-6調快一小時，即UTC-5（CDT）。